# Upplands runinskrifter 254
Upplands runinskrifter 254 är ett vikingatida runstensfragment av granit i Fresta kyrka, Fresta socken och Upplands-Väsby kommun. Runstensfragmentet är inmurat i den södra kyrkväggen och är cirka 0,40 gånger 0,25 meter stort. Runhöjden är cirka 6 centimeter. Runstenen hittades vid en omrappning av kyrkan 1869. Samtidigt upptäcktes då också U 252 och ett fragment från U 253 i samma yttervägg.

## Inskriften
Translitterering av runraden:
...- ' rita ' s...
Normalisering till runsvenska:
... retta s[tæin]
Översättning till nusvenska:
... uppresta stenen ...